# Шеле
Шеле (фр. Chesley) насеље је и општина у североисточној Француској у региону Шампањ-Арден, у департману Об која припада префектури Троа.
По подацима из 2011. године у општини је живело 334 становника, а густина насељености је износила 15,78 становника/km². Општина се простире на површини од 21,17 km². Налази се на средњој надморској висини од 100 метара.

## Демографија
| 1962. | 1968. | 1975. | 1982. | 1990. | 1999. | 2011. |
| ----- | ----- | ----- | ----- | ----- | ----- | ----- |
| 358   | 399   | 353   | 344   | 317   | 320   | 334   |

График промене броја становника у току последњих година